# Dardo Cabo
Dardo Manuel «Lito» Cabo (Tres Arroyos, 1 de enero de 1941 - Brandsen, 8 de enero de 1977) fue un periodista, político y guerrillero argentino, de ideología peronista, que dirigió la revista El Descamisado.

## Infancia
Dardo Manuel Cabo nació en Tres Arroyos, provincia de Buenos Aires, el 1° de enero de 1941. El padre de Dardo, Armando Cabo, fue un reconocido dirigente metalúrgico vandorista de la UOM que se encontraba en la confitería La Real de Avellaneda el día del enfrentamiento entre grupos antagónicos. Dardo de niño se radica en Buenos Aires con su madre María Campano. Estudió como alumno pupilo en el colegio San José de Calasanz en el barrio comercial de Once. Fue uno de los miles resistentes peronistas –como activista sindical- que se sumaron a la lucha luego del golpe militar subversivo del 16 de septiembre de 1955 que derrocó al general Perón. Su madre murió víctima de un derrame cerebral causado por el temor que le provocaron las bombas arrojadas por la aviación naval el 16 de junio de 1955.

## Militancia
Empezó su militancia política en el Movimiento Nacionalista Tacuara (grupo nacionalista católico de derecha) aunque en 1961 ―a los veinte años de edad― se separó de esta agrupación y creó el Movimiento Nueva Argentina (MNA), uno de los primeros grupos peronistas católicos de derecha. Entabló una relación con María Cristina Verrier tras una entrevista para la revista Panorama, y empezaron a soñar con las Islas Malvinas.
El 28 de septiembre de 1966 dirigió el Operativo Cóndor junto con su pareja, en el que con otros 17 militantes secuestraron un avión de Aerolíneas Argentinas y lo desviaron hacia las islas Malvinas, plantando la bandera argentina en dicho territorio. El grupo estaba conformado por integrantes de la Juventud Peronista, de sectores nacionalistas y organizaciones gremiales. Apenas terminado el Operativo Cóndor, fueron arrestados y pasaron nueve meses presos en Río Gallegos. Al salir de la cárcel, Dardo Cabo se convirtió en parte de la organización armada Descamisados, que según algunas versiones habría asesinado al dirigente obrero Augusto Timoteo Vandor y que luego se fusionó con Montoneros.
En 1970 volvió a ser detenido y estuvo preso cerca de tres años en el Ushuaia, donde se casó con María Cristina Verrier; la pareja tuvo una hija, de nombre María, que, de acuerdo a las fechas, fue concebida en alguna de las visitas mientras estaba en prisión. Cuando salió en libertad viajó a España y le entregó a Perón las banderas del Operativo Cóndor. 
Con la recuperación de la democracia en mayo de 1973, fundó y dirigió la revista política El Descamisado, que expresaba la opinión de Montoneros y llegó a vender 200.000 ejemplares, por lo que era una de las más leídas del país.
El 17 de abril de 1975, ya fallecido Perón y bajo la presidencia de Isabel Martínez fue detenido en un restaurante, en Morón, junto a Juan Carlos Dante Gullo, Emiliano Costa y cinco compañeros más, acusados de estar esperando parte del dinero pagado por el rescate de los Hermanos Born, secuestrados por Montoneros. Dardo Cabo estuvo detenido con Rufino Pirles en la unidad 9 de La Plata, a disposición del Poder Ejecutivo Nacional. El 5 de enero de 1977 se les notificó su traslado al penal de Sierra Chica mediante una orden firmada por Orlando Ruarte.
El 7 de enero de 1977 Cabo y Pirles fueron sacados del penal de La Plata y en la madrugada del 8 de enero, cuando se aprestaban a cruzar el puente del río Samborombón Grande, a la altura del km 56 de la ruta 215 (a 15 km al sur de la ciudad de Brandsen), fueron fusilados en un simulacro de fuga. Más tarde la dictadura alegó que un grupo de «elementos subversivos», conducidos en aproximadamente diez vehículos, había querido rescatarlos y los había emboscado. Se afirmó que después de un intenso tiroteo fueron abatidos Cabo y Pirles además de cuatro atacantes no identificados, y los restantes se dieron a la fuga. Investigaciones posteriores y los trabajos del Equipo Argentino de Antropología Forense, permitieron determinar que las restantes personas no identificadas eran: Delmiro Segundo Villagra, Félix Alberto Escobar y los hermanos Victorio y Ana María Perdighé. El excoronel retirado Orlando Miguel “Arcángel” Ruarte fue detenido en Buenos Aires e indagado por la justicia federal de La Plata por esas muertes.

## Homenaje
En 1984, con el regreso de la democracia, se realizó en el cementerio de La Plata un homenaje a su memoria y luego los 500 concurrentes al mismo, marcharon hasta las puertas de la cárcel de Olmos y frente al poste donde fueron asesinados Cabo y Pirles, cantaron el Himno Nacional y la Marcha Peronista. Su padre, Armando Cabo, expresó: “Estoy orgulloso de mi hijo porque dio su vida por una causa como buen peronista, siguiendo el ejemplo de Eva Perón, y entregó su vida a una doctrina que llevaba marcada a fuego en su corazón”.
En marzo de 2008 al recordarse un aniversario del golpe militar, en un acto llevado a cabo en la Unidad N.º 9 de La Plata, sita en la calle Delia Avilés de Elizalde Leal entre 10 y 11, se designó con el nombre de “Plaza de los Recuerdos Compañero Dardo Cabo” al patio del pabellón 1, donde transitara sus últimos pasos, antes de su muerte. El 6 de septiembre de 2010 recibió otro homenaje en Brandsen, provincia de Buenos Aires, en el mismo lugar donde lo mataron. En la ciudad de Villa Mercedes, San Luis por ordenanza N.º 1362-o, del 20 de agosto de 2002, hay una calle con su nombre y en abril de 2019 se exhibió un video de dibujos animados sobre él y los Cóndores.